# Kadnal, Gulbarga
Kadnal là một làng thuộc tehsil Gulbarga, huyện Gulbarga, bang Karnataka, Ấn Độ.